# Bryndzové halušky

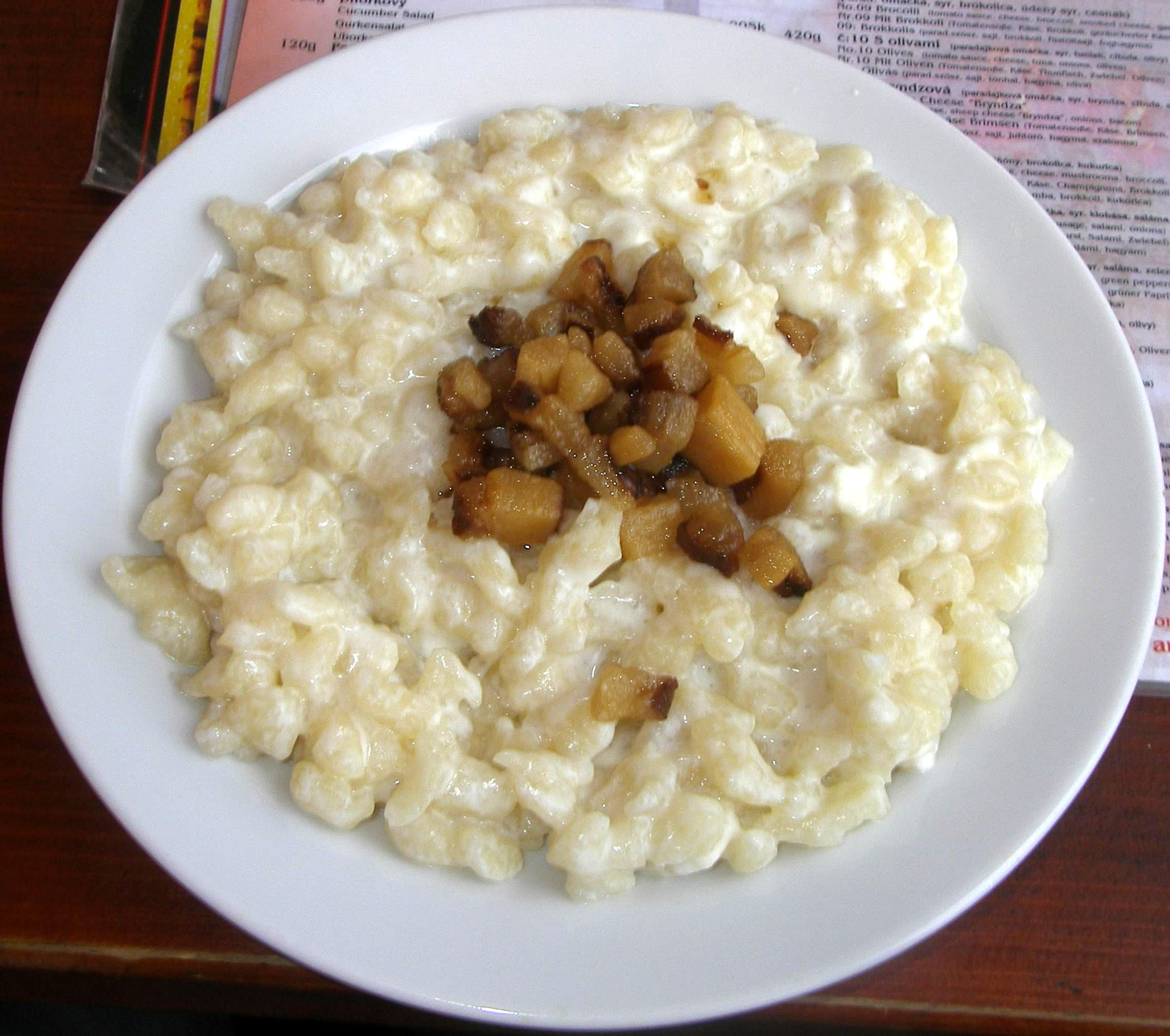
Bryndzové halušky

Bryndzové halušky (på svenska: 'kroppkakor med bryndzafårost och bacon', engelska: 'potato dumplings with bryndza sheep cheese and bacon') är en av Slovakiens nationalrätter. Rätten består av halušky (kokta potatisdegbitar liknande gnocchi) och bryndza (en mjuk fårost), emellanåt bestrött med bitar av rökt fläskfett eller bacon. Žinčica dricks enligt traditionen till rätten. Det finns en årlig bryndzové halušky-festival i Turecká som innehåller en ättävling.